# Caroní (gemeente)
Caroní is een gemeente in de Venezolaanse staat Bolívar. De gemeente telt 850.000 inwoners. De hoofdplaats is Ciudad Guayana.